# Ladislaus Vajda
Ladislaus Vajda, nacido como Lipót Weisz (Eger, 18 de agosto de 1877-Berlín, 10 de marzo de 1933) fue un guionista y dramaturgo húngaro. Guionizó 40 películas producidas en Hungría, Austria y Alemania entre 1916 y 1932. Fue padre del director de cine húngaro Ladislao Vajda.

## Biografía
Ladislaus Vajda comenzó su carrera como actor, antes de convertirse en periodista en Budapest en el Tolnai Világlapja y el Színházi Élet.
A partir de 1908 ejerció como director del Teatro Nacional húngaro. En 1919, en la época de la República Soviética Húngara, se convirtió en miembro del Consejo Político Cinematográfico.
En 1922, tras la abolición de la República Soviética Húngara, emigró a Viena y luego a Berlín, ciudades donde trabajó como guionista. De 1927 a 1932 participó en todos los guiones de las películas de Georg Wilhelm Pabst. 

## Filmografía
- 1916: A Falu rossza
- 1918: A Kis lord
- 1919: Yamata
- 1919: Liliom
- 1920: A 111-es
- 1922: Samson und Delila
- 1922: Sodom und Gomorrha
- 1923: Namenlos
- 1923: Die Lawine
- 1924: Harun al Raschid
- 1924: Die Sklavenkönigin
- 1926: Schatz, mach’ Kasse
- 1927: Die Czardasfürstin
- 1927: Venus im Frack
- 1927: Der fesche Erzherzog
- 1927: Die Liebe der Jeanne Ney
- 1928: Heut tanzt Mariett
- 1928: Die Dame in Schwarz
- 1928: Abwege
- 1928: Rutschbahn
- 1928: Unmoral
- 1929: Der Leutnant Ihrer Majestät
- 1929: Die Büchse der Pandora
- 1929: Die Frau, nach der man sich sehnt
- 1929: Der Günstling von Schönbrunn
- 1929: Die weiße Hölle vom Piz Palü
- 1929: Das Land ohne Frauen
- 1930: Tarakanova, die falsche Zarentochter
- 1930: Polizeispionin 77
- 1930: Liebe und Champagner
- 1930: Es gibt eine Frau, die Dich niemals vergißt
- 1930: Westfront 1918
- 1930: Nur Du
- 1930: Zwei Krawatten
- 1931: Die Dreigroschenoper
- 1931: Der Liebesexpreß
- 1931: Kameradschaft
- 1932: Die Herrin von Atlantis